# Explorer 14
Explorer 14 ou EPE-B  ou S 3a  est un petit satellite scientifique de la NASA mis en orbite en 1962 pour étudier les rayons cosmiques, les protons du vent solaire, la magnétosphère terrestre et le champ magnétique interplanétaire.

## Contexte et historique de la mission
Explorer 14 était le deuxième satellite de la série S3 développé par le Centre de vol spatial Goddard (établissement de la NASA) qui incluait également les Explorer 12, 15 et 26. Le satellite est lancé le 2 octobre 1962 à 22:11:30 GMT sur une orbite géocentrique de 2 601 km × 96 189 km avec une inclinaison orbitale de 42,80° et une période de révolution de 2184,60 minutes par une fusée Delta A depuis Cape Canaveral. La mission n'a plus transmis de données exploitables après  le 11 août 1963 à la suite d'une défaille du système d'encodage des données transmises vers la Terre.   

## Le satellite
Le satellite est stabilisé par mise en rotation. Il a une masse de 40 kilogrammes. Il emporte 8 expériences scientifiques et technologiques dont  : 
- Analyseur de protons ;
- Magnétomètre ;
- Détecteur de particules piégées ;
- Détecteur de rayons cosmiques ;
- Scintillateur pour protons ;
- Capteur solaire.